# Kokhav Ya'ir
Kokhav Ya'ir (hebreiska: Kokhav Ya’ir, כוכב יאיר) är en ort i Israel.   Den ligger i distriktet Centrala distriktet, i den norra delen av landet. Kokhav Ya'ir ligger 92 meter över havet och antalet invånare är 9 300.
Terrängen runt Kokhav Ya'ir är platt västerut, men österut är den kuperad. Runt Kokhav Ya'ir är det tätbefolkat, med 476 invånare per kvadratkilometer. Närmaste större samhälle är Petaẖ Tiqwa, 18,8 km sydväst om Kokhav Ya'ir. Trakten runt Kokhav Ya'ir består till största delen av jordbruksmark.